# Abriesa
Abriesa é um gênero de traça pertencente à família Arctiidae.

## Espécies
- Abriesa derna Swinhoe, 1900